# 乌鲁木齐市植物园
乌鲁木齐市植物园是中华人民共和国新疆维吾尔自治区首个综合植物园，位于乌鲁木齐市新市区北京中路916号。乌鲁木齐市植物园是保存有天山山脉、阿尔泰山和荒漠地区特有种植物的资源库。园内种植有包括白榆、夏橡在内的超过810种植物，其中也包括新疆野苹果在内的数十种中国珍惜濒危物种。乌鲁木齐市植物园是中国国家3A级旅游景区及乌鲁木齐市的青少年科普教育基地。

## 地理位置与建设历史
乌鲁木齐市植物园分为南区和北区，其中南区位于乌鲁木齐市北京路。其前身为二工园艺场，1985年开始规划建设乌鲁木齐市植物园，并在1986年9月得到乌鲁木齐市人民政府的批准。乌鲁木齐植物园北区则位于迎宾路，即乌鲁木齐市葡萄园，于1964年开始筹建。当时位于葡萄园周围的很多单位都前来协助种植葡萄，不过在文化大革命时期，葡萄园的建设停滞。直到十一届三中全会后，才重新开始栽培葡萄。
乌鲁木齐市植物园具有科研、科普、科教以及游览等功能，其主要职能包括对各类新疆境内的野生植物资源进行调研、收集和保护，并对具有园林使用价值的植物的繁育理论和方法进行研究，以及通过运用植物生态学等不同方法展示植物园所培育的植物，除此之外，植物园也能够提供科普教育和休闲娱乐的场地。乌鲁木齐市植物园是隶属于乌鲁木齐市林业和草原局（乌鲁木齐市园林管理局）的差额拨款事业单位。截止2021年，乌鲁木齐市植物园设立了办公室、园林班、花卉班、科研班等12个班组，在职人数78人。

## 园区信息
乌鲁木齐市植物园南区占地超过0.6平方千米，主要分为0.2平方千米为科研实验区，0.44平方千米的展览区以及0.2平方千米的生活管理区。可分为月季园、宿根花卉区、种植示范区、荒漠植物区、草坪游览区、药用植物区、果树区、蜜源植物区、蔷薇植物区以及松柏区等超过10个专类园区。截止2018年，乌鲁木齐市植物园收集植物超过810种，其中包括迁地保护的39种中国珍惜濒危物种，如中华人民共和国《国家重点保护野生植物名录》中的新疆野苹果、红松、丽豆等。乌鲁木齐市植物园的松属、榆属、蔷薇属、丁香属及李属等乔木、灌木植物的种类较为丰富，既包括白榆、圆冠榆、疣枝桦、天山花楸等新疆常见植物，也包括枫杨、三刺皂荚、夏橡、水曲柳等引进物种。在宿根花卉区则种植有以萱草属、鸢尾属、石竹属为主的宿根旱生植物。先后引进有芍药、中亚鸢尾、喜盐鸢尾、马蔺、紫苞鸢尾、柳兰、野火球、牛至、糙苏等。乌鲁木齐植物园北区则种植着以葡萄为主的果树资源。乌鲁木齐植物园北区分为两个主要区域，其北部区域主要进行栽培工作，南部区域则有9条葡萄长廊。植物园北区的东面还建有3个接待大厅和1个葡萄长廊。
乌鲁木齐市植物园所培育的五叶地锦、天山花楸、大花萱草、德国鸢尾、福禄考、斑叶稠李、欧洲荚蒾等植物应用到了乌鲁木齐市的园林绿化之中。乌鲁木齐市植物园从北京植物园引进超过200种菊花，并自1997年开始到2021年连续举办过25届菊花展。在2021年的菊花展中曾展出8种色系的数百品种，共近五万盆菊花。乌鲁木齐市植物园是中国国家3A级旅游景区及乌鲁木齐市的青少年科普教育基地。截止2018年，乌鲁木齐市植物园先后开展了包括“宿根花卉引种繁殖技术”在内的近20项科研项目。2022年，中国西北地区第一家活体昆虫博物馆——新疆活体昆虫博物馆在乌鲁木齐市植物园内开馆。

## 乌鲁木齐市植物园的植物
| - 乌鲁木齐市植物园一角 - 乌鲁木齐市植物园内的白榆 - 乌鲁木齐市植物园内的夏橡 - 乌鲁木齐市植物园黄金树 - 乌鲁木齐市植物园内的箭杆杨 - 乌鲁木齐市植物园内的圆冠榆 - 乌鲁木齐市植物园内的旱柳 （左）和夏橡（右） - 乌鲁木齐市植物园内的獐子松 - 乌鲁木齐市植物园内的海棠果树 - 乌鲁木齐市植物园内的倒榆（Ulmus pumila 'Pendula' ） |